# Juan Carlos Touriño
Juan Carlos Touriño Cancela (Buenos Aires, 14 de junio de 1944-ibidem, 7 de marzo de 2017) fue un futbolista hispano-argentino que jugaba como defensa. Español oriundo de padres gallegos que emigraron a Argentina, fue internacional absoluto con la selección española.

## Carrera
Comenzó su carrera en 1966 jugando para Quilmes Atlético Club hasta el año 1970, fecha en la que se fue a España para formar parte de las filas del Real Madrid Club de Fútbol. Allí estuvo seis temporadas, hasta 1976, tiempo en el que fue dirigido por tres entrenadores históricos del club madrileño: Miguel Muñoz, Luis Molowny y Miljan Miljanić. Con ellos disputó un total de 134 partidos y conquistó tres Campeonatos de Liga y dos Campeonatos de España de Copa.
En 1977 se fue a Colombia para ingresar brevemente en el Independiente de Medellín antes de su regreso a Argentina para volver a jugar nuevamente en el club que lo vio comenzar su carrera, Quilmes Atlético Club. En 1978 formó parte del Club de Gimnasia y Esgrima La Plata, club en el que finalmente «colgó sus botas».

## Selección nacional
Nació en Argentina, hijo de españoles y fue internacional con la selección española.

## Clubes
| Club                      | Año     |
| ------------------------- | ------- |
| Quilmes A. C.             | 1966-70 |
| Real Madrid C. F.         | 1970-76 |
| Independiente de Medellín | 1977    |
| Quilmes A. C.             | 1977    |
| Gimnasia La Plata         | 1978    |